# آندرش گاردرود
آندرش گاردرود (سوئدی: Anders Gärderud؛ زادهٔ ۲۸ اوت ۱۹۴۶) دونده دو نیمه‌استقامت اهل سوئد بود.
وی در مسابقات کشوری و بین‌المللی در مجموع برندهٔ ۱ مدال نقره شده‌است.